# Iàkov Zak
Iàkov Izrailevitx Zak (Odessa, 20 de november de 1913 – Moscou, 28 de juny de 1976) fou un pianista ucraïnés jueu. Alumne de Maria Starkhova al Conservatori d'Odessa i de Heinrich Neuhaus, al de Moscou, es va graduar al 1935 i dos anys després va guanyar el Concurs Chopin. Al 1947 va esdevenir profesor del Conservatori de Moscou i al 1965 catedràtic; els seus alumnes inclouen Valeri Afanàssiev, Iuri Iegórov, Ievgueni Moguilevski, Svetlana Navassardian, Nikolai Petrov, Elisso Virsaladze o Irina Zaritskaia.
També al 1965 va debutar als Estats Units en un concert amb la Simfònica de Pittsburg al Carnegie Hall, com a part d'un programa d'intercambi cultural entre l'URSS i els EUA, i un any després va ser anomenat Artista del Poble de l'URSS. A un nivel polític, va ingressar al Partit Comunista de l'URSS al 1943, i al 1970 va signar un manifest antisionista defensant la política exterior soviètica i criticant la dels Estats Units e Israel. Durant la Segona Guerra Mundial va ser membre del Comité Jueu Antifeixista que dirigia Solomon Mikhóels.
La més coneguda de les obres que va estrenar és la Sonata núm. 3 de Dmitri Kabalevski al 1946. Altres compositors amb els que va col·laborar foren Anatoli Aleksàndrov, Mikhaïl Txulaki, Ievgueni Golubev, Marian Koval o Iuri Levitin.
El seu maestre Neuhaus el va considerar un dels millors pianistes de la seva generació per la seva combinació d'un intelecte clar i poderós, un temperament rigorosament ordenat i una tremenda energia interna amb una sensibilitat penetrant i una virtuositat admirablement controlada. El seu obituari al New York Times el va recordar com un tècnic generalment eficient que en ocasions podia tocar amb una virtuositat enlluernadora. Fou un apasionat del art renacentista i a les seves indicacions als seus alumnes solia comparar el caràcter de les composicions musicals amb els dels quadres de Botticelli, Rembrandt o Rubens.